# Big John Farm Limestone Bank Barn
La Big John Farm Limestone Bank Barn est une grange américaine située dans le comté de Morris, au Kansas. Construite vers 1871-1872, elle est inscrite au Registre national des lieux historiques depuis le 25 octobre 1990.